# Fontana di Piazza di San Simeone
Fontana di Piazza di San Simeone är en fontän på Piazza di San Simeone i Rione Ponte i Rom. Fontänen utfördes av skulptören Giacomo della Porta år 1589 och stod ursprungligen på den år 1934 rivna Piazza Montanara.

## Beskrivning
Fontänen består bland annat av två brunnskar och maskaroner, ur vars munnar vattnet sprutar.
I samband med friläggandet av Marcellusteatern och anläggandet av Via del Mare på 1930-talet revs Piazza Montanara och år 1932 monterades fontänen ned och placerades därefter i Giardino degli Aranci på Aventinen. År 1973 flyttades fontänen till sin nuvarande plats på Piazza di San Simeone.

## Bilder
| - Piazza Montanara. Gravyr av Giuseppe Vasi. - Fontana di Piazza di San Simeone, detalj. - Piazza di San Simeone på en karta från år 2021. |